# Ariadna Gil
Ariadna Gil (Barcelona, 23 de janeiro de 1969) é uma atriz espanhola.

## Filmografia
| Ano  | Filme                                    | Diretor                  | Premiação                                                              |
| ---- | ---------------------------------------- | ------------------------ | ---------------------------------------------------------------------- |
| 2014 | L'altra frontera                         | André Cruz Shiraiwa      |                                                                        |
| 2014 | Murieron por encima de sus posibilidades | Isaki Lacuesta           |                                                                        |
| 2014 | The Boy Who Smells Like Fish             | Analeine Cal y Mayor     |                                                                        |
| 2013 | Vivir es fácil con los ojos cerrados     | David Trueba             |                                                                        |
| 2013 | Sola contigo                             | Alberto Lecchi           |                                                                        |
| 2012 | The Boy Who Smells Like Fish             | Analeine Cal y Mayor     |                                                                        |
| 2011 | Værelse 304                              | Birgitte Stærmose        |                                                                        |
| 2009 | El baile de la Victoria                  | Fernando Trueba          |                                                                        |
| 2008 | Appaloosa                                | Ed Harris                |                                                                        |
| 2007 | Una estrella y dos cafés                 | Alberto Lecchi           |                                                                        |
| 2007 | Bienvenido a casa                        | David Trueba             |                                                                        |
| 2006 | El laberinto del fauno                   | Guillermo del Toro       |                                                                        |
| 2006 | Alatriste                                | Agustín Díaz Yanes       | Melhor Atriz Secundária Prémio Goya- Nomeada                           |
| 2005 | Ausentes                                 | Daniel Calparsoro        | Prémio de Melhor Atriz (Fantasporto 2007 filme Festival) - Venceu      |
| 2005 | Hormigas en la boca                      | Mariano Barroso          |                                                                        |
| 2003 | Soldados de Salamina                     | David Trueba             |                                                                        |
| 2002 | El beso del oso                          | Serguei Bodrov           |                                                                        |
| 2002 | El embrujo de Shangai                    | Fernando Trueba          |                                                                        |
| 2002 | La virgen de la lujuria                  | Arturo Ripstein          |                                                                        |
| 2001 | Jet set                                  | Fabien Onteniente        |                                                                        |
| 2001 | El Lado oscuro del corazón 2             | Eliseo Subiela           |                                                                        |
| 2001 | Torrente 2: Misión en Marbella           | Santiago Segura          |                                                                        |
| 2000 | Nueces para el amor                      | Alberto Lecchi           | Prémio de Melhor Atriz no (Festival de Cinema de Havana 2000) - Venceu |
| 2000 | Obra maestra                             | David Trueba             |                                                                        |
| 2000 | Segunda piel                             | Gerardo Vera             |                                                                        |
| 2000 | Camera Obscura                           | Hamlet Sarkissian        |                                                                        |
| 1999 | Don Juan                                 | Jacques Weber            |                                                                        |
| 1999 | Lágrimas negras                          | Ricardo Franco           |                                                                        |
| 1996 | Libertarias                              | Vicente Aranda           |                                                                        |
| 1996 | Malena es un nombre de Tango             | Gerardo Diego            | Melhor Atriz em Filme Catalão Prémios Butaca 1996 - Venceu             |
| 1996 | Tranvía a la Malvarrosa                  | José Luis García Sánchez |                                                                        |
| 1996 | Pasiones rotas                           | Nick Hamm                |                                                                        |
| 1995 | Antártida                                | Manuel Huerga            |                                                                        |
| 1995 | Atolladero                               | Óscar Aibar              |                                                                        |
| 1994 | Los peores años de nuestra vida          | Emilio Martínez Lázaro   |                                                                        |
| 1994 | Mecánicas celestes                       | Fina Torres              |                                                                        |
| 1994 | Todo es mentira                          | Álvaro Fernández Armero  |                                                                        |
| 1992 | Belle Époque                             | Fernando Trueba          | Melhor Actriz Principal Prémio Goya - Venceu                           |
| 1992 | El columpio                              | Álvaro Fernández Armero  |                                                                        |
| 1992 | Mal de amores                            | Carlos Balague           |                                                                        |
| 1991 | Amo tu cama rica                         | Emilio Martínez Lázaro   | Melhor Interpretação (Prémios Ondas 1992) - Venceu                     |
| 1991 | Barcelona Lamento                        | Oscar Aibar              |                                                                        |
| 1990 | Capitán Escalaborns                      | Carlos Benpar            |                                                                        |
| 1990 | Un submarí a les Tovalles                | Ignasi P. Ferré          |                                                                        |
| 1988 | El complot del Anells                    | Álvaro Fernández Armero  |                                                                        |
| 1986 | Lola                                     | Juan José Bigas Luna     |                                                                        |